# Thomas Bieberbach
Thomas Bieberbach   (Suhl, 12 de novembre de 1966) és un expilot d'enduro alemany, guanyador del primer Campionat del Món d'enduro disputat, el de 1990, en la categoria de 80 cc 2T. També formà part de l'equip de la RDA que guanyà el Junior Tropy als Sis Dies Internacionals d'Enduro de 1987.

## Resum biogràfic
Després del seu aprenentatge com a mecànic de maquinària agrícola, a 18 anys Bieberbach entrà a formar part del Moto Club Simson de Suhl. Aquell mateix 1984 ja guanyà el campionat Ausweisfahrer de 150 cc. El 1985 va passar a la categoria Spezialklasse i va ser tercer al campionat. L'any següent fou admès a l'equip oficial de Simson. El 1987 va guanyar els ISDE celebrats a Jelenia Gora en la categoria de 80 cc i contribuí a la victòria en el Vas de l'equip de la RDA, anomenat aleshores Junior Trophy. Aquell any guanyà també el campionat de la RDA. El 1988 fou Subcampió d'Europa d'enduro i el 1989 fou designat capità de l'equip de la RDA als ISDE.
L'any 1990 l'antic Campionat d'Europa d'enduro passà a anomenar-se Campionat del Món, i Bieberbach el guanyà després d'obtenir-hi algunes victòries (entre les quals el Rund um Zschopau, la prova alemanya). El 1991, havent canviat a l'equip oficial de TM, no pogué defensar el seu títol a causa d'una lesió. El 1993 va obrir un taller mecànic, retirant-se definitivament de la competició el 1997.

## Palmarès

### Campionat del Món
- 1 Campionat del Món d'enduro (1990, 80cc 2T)
- 1 Subcampionat d'Europa d'enduro (1988)

### ISDE
- Victòria a la categoria de 80 cc el 1987 (Jelenia Gora, Polònia)
- Victòria en el Junior Trophy amb l'equip de la RDA (1987)

### Campionat de la RDA
- 1 Campionat de la RDA d'enduro 500cc (1987)
- 1 Campionat de la RDA d'enduro Spezialklasse (1985)
- 1 Campionat de la RDA d'enduro Ausweisfahrer 150 cc (1984)